# Марказий (стадион, Наманган)
Стадион «Маркази́й» (узб. Namangan «Markaziy» stadioni / Наманган «Марказий» стадиони) — многоцелевой стадион в городе Наманган, в Узбекистане. В настоящее время вмещает 23 000 зрителей. Является домашней ареной местного футбольного клуба «Навбахор», который играет на этом стадионе с 1974 года. До этого, на стадионе с момента открытия в 1956 году играла ныне несуществующая команда «Наманган». Слово Маркази́й с узбекского языка переводится как Центральный. Является одним из самых посещаемых стадионов в Узбекистане. Стадион находится в западной части города Наманган.
Строительство стадиона было завершено в 1956 году. Открыт в том же году. В разные годы несколько раз реконструировался. Наиболее масштабные реконструкции происходили в 1975, 1989, 2009 и 2013 годах. До масштабной реконструкции 2013 года стадион вмещал 28 480 зрителей, а до реконструкции 2009 года мог вмещать 45 000 зрителей. После последней реконструкции вместимость сократилась до 28 000, но стадион стал более современным, и стал отвечать стандартам ФИФА и АФК. Вокруг поля имеется беговая дорожка.